# Fukusa
Fukusa (袱紗, também escrito como 帛紗 e 服紗) são um tipo de tecido japonês usados como embrulho de presente ou para purificar equipamento durante uma cerimônia do chá japonesa.

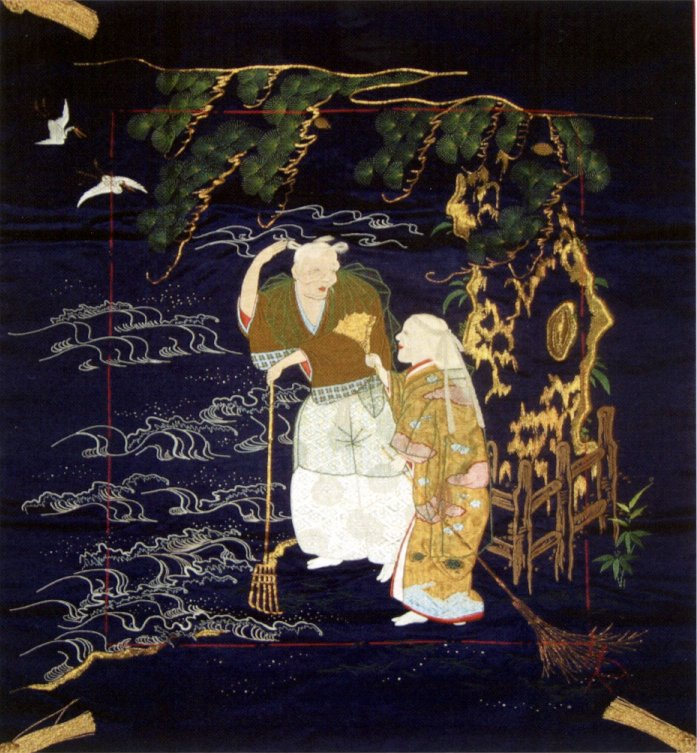
Fukusa do século 19 retratando Jō e Uba em uma cena da peça Noh de Zeami, Takasago; seda bordada e fio envolto em ouro sobre seda de cetim shusa tingida de índigo

Fukusa são peças quadradas ou quase quadradas de tecido forrado que variam em tamanho de cerca de 9 a 36 polegadas (230 a 910 mm) ao longo de um lado. Eles são tipicamente feitos de seda fina e podem ser decorados com bordados em desenhos auspiciosos.
O uso de fukusa como forma de apresentar presentes praticamente desapareceu, permanecendo principalmente em certas trocas rituais de presentes durante casamentos em algumas regiões do Japão.

## Uso
Tradicionalmente no Japão, os presentes eram colocados em caixas ou em uma bandeja de madeira ou lacada , sobre a qual uma fukusa era colocada . A escolha de uma fukusa adequada à ocasião foi considerada parte importante do presente em si, e parte de sua formalidade. A prática de cobrir um presente tornou-se difundida durante o período Edo (1603-1867).
A cena ou os motivos representados no fukusa são escolhidos para indicar a ocasião para a qual o presente está sendo dado ou porque são apropriados para um dos festivais anuais em que os presentes são trocados. A riqueza da decoração da fukusa atesta a riqueza e a estética do doador.
Uma vez que um presente foi trocado, depois de ser admirado, a fukusa e a caixa ou bandeja apresentada com o presente geralmente são devolvidas ao doador original do presente. No entanto, antes da Restauração Meiji, quando os presentes eram apresentados a um alto funcionário, o fukusa nem sempre era devolvido. Este foi um dos muitos dispositivos sutis usados para controlar a riqueza das classes aristocráticas (daimyō) e samurais.

## História
A prática de cobrir um presente tornou-se difundida durante o período Edo (1603-1867). No período Edo, os têxteis , que há muito eram parte integrante da arte japonesa, foram desenvolvidos ainda mais através da crescente riqueza das classes mercantis, cuja renda disponível lhes permitia imitar as classes altas através do patrocínio de artistas têxteis, tintureiros e bordadores. Ao contrário da arte ocidental, a arte japonesa não se dividia arbitrariamente entre belas artes e artes decorativas, e vários artistas eminentes foram contratados para projetar têxteis, incluindo fukusa; no entanto, os artistas raramente assinavam seus trabalhos.
Na primeira parte do século XVIII, a decoração típica de uma fukusa refletia os gostos da aristocracia. As sutis referências culturais inerentes aos seus projetos seriam reconhecíveis apenas para os membros instruídos das classes altas, que viviam e trocavam presentes nas cidades de Kyoto e Edo (atual Tóquio) e seus arredores.
No século XIX, as classes mercantis do Japão começaram a subir na escala social em termos de riqueza e influência artística, e adotaram muitos costumes da aristocracia com sua riqueza recém-descoberta, incluindo o costume de dar presentes com fukusa.
Hoje, fukusa raramente é usado e, quando o é, é quase exclusivamente em torno de Tóquio e Kyoto para presentes dados no momento do casamento.

## Decoração
A seda de cetim era o tecido preferido para o fukusa bordado , que muitas vezes fazia extensos fios envoltos em ouro e prata. À medida que o tingimento de resistência à pasta (yūzen) se tornou popular, a seda de crepe (chirimen ou kinsha) foi favorecida. Tecidos de tapeçaria, como tsuzure-ori , também eram populares, assim como o uso de brocado de trama (nishiki).
No século XIX, brasões de família, ou mon , foram adicionados no lado do forro da fukusa a partir do final do século 18, e borlas foram colocadas em cada canto para que a fukusa pudesse ser pega sem tocar no tecido.

### Temas e motivos
- Natureza: Os motivos da natureza eram comuns, particularmente combinações auspiciosas como os "Três Amigos do Inverno", uma combinação de pinheiro, flor de ameixeira e bambu, considerados símbolos de constância e integridade.
- Aves e animais auspiciosos: garças mandarins (tsuru) e tartarugas com cauda de algas (minogame) foram usados, representando longevidade e boa sorte. Como a palavra japonesa para dourada, tai, faz parte da palavra medetai ("boa sorte"), e também é vermelha - considerada também auspiciosa - na cor, as douradas também foram usadas como motivo em fukusa , considerado peixe de boa sorte. Desde a introdução da cultura chinesa no Japão nos períodos Asuka e Nara (séculos VII a VIII), temáticas de dragão e fênix, mantendo-se próximo ao estilo original chinês, também foram considerados auspiciosos, e assim foram usados em fukusa.
- Cultura aristocrática: lendas como O Conto de Genji e peças Noh foram apresentadas em fukusa. Cortinas de bambu, telas, livros, carrinhos imperiais, leques e outros itens que lembram o período Heian foram usados como projetos auspiciosos do período Edo. Jogos como jogos de correspondência de conchas e cartas (kai-awase) também foram apresentados.
- Contos e mitologia: cenas ou motivos de contos tradicionais japoneses, como Urashima Tarō e o conto de Takasago, foram usados para decorar fukusa como forma de referência cultural.
- Divindades locais: por exemplo, o Shichifukujin, um grupo eclético de sete divindades do Japão, Índia e China, às vezes era usado em fukusa.
- Temas chineses: tanto motivos confucionistas quanto taoístas podem estar presentes em fukusa, como os Sete Sábios do Bosque de Bambu, um grupo de filósofos taoístas chineses , que se reuniam em um bosque de bambu para conversar e beber.

## Fukusana cerimônia do chá
Várias variantes de fukusa também são usadas na cerimônia do chá japonesa . Cerimônia do chá fukusa são sempre feitas de seda .
- Tsukai fukusa são geralmente quadrados de seda sem decoração usados para purificar ritualmente utensílios de chá durante um temae (procedimento de fabricação de chá). Os usados pelos homens geralmente são roxos profundos, enquanto os usados pelas mulheres geralmente são vermelhos ou laranja. Outras cores às vezes são usadas, assim como fukusa decorada com imagens.
- Dashi fukusa são quadrados maiores de seda com vários padrões usados por anfitriões e convidados para manusear chawan (tigelas de chá) durante certos temas , geralmente aqueles que envolvem a fabricação de chá espesso, em algumastradições de chá.
- Ko-bukusa são pequenos quadrados de seda brocada usados por anfitriões e convidados para manusear chawan durante certos temas , geralmente aqueles que envolvem a fabricação de chá espesso, em algumas escolas de cerimônia do chá japonesa em vez de dashi fukusa.